# Championnats du monde juniors de patinage artistique 1988
Navigation
Édition précédente Édition suivante
Les Championnats du monde juniors de patinage artistique 1988 ont lieu du 8 au 12 décembre 1987 à Brisbane en Australie. 

## Qualifications
Les patineurs sont éligibles à l'épreuve s'ils représentent une nation membre de l'Union internationale de patinage (International Skating Union en anglais) et s'ils ont moins de 19 ans avant le 1er juillet 1987, sauf pour les messieurs qui participent au patinage en couple et à la danse sur glace où l'âge maximum est de 21 ans. Les fédérations nationales sélectionnent leurs patineurs en fonction de leurs propres critères.
Sur la base des résultats des championnats du monde juniors 1987, l'Union internationale de patinage autorise chaque pays à avoir de une à trois inscriptions par discipline. 

## Podiums
| Épreuves                            | Or                                     | Argent                                | Bronze                           |
| ----------------------------------- | -------------------------------------- | ------------------------------------- | -------------------------------- |
| Messieurs résultats détaillés       | Todd Eldredge                          | Vyacheslav Zahorodnyuk                | Yuriy Tsymbalyuk                 |
| Dames résultats détaillés           | Kristi Yamaguchi                       | Junko Yaginuma                        | Yukiko Kashihara                 |
| Couples résultats détaillés         | Kristi Yamaguchi / Rudy Galindo        | Evgenia Chernyshova / Dmitri Sukhanov | Yulia Liashenko / Andrei Bushkov |
| Danse sur glace résultats détaillés | Oksana Grichtchouk / Alexandr Chichkov | Irina Antsiferova / Maxim Sevastianov | Maria Orlova / Oleg Ovsiannikov  |

## Tableau des médailles
| Rang  | Nation           | Or | Argent | Bronze | Total |
| ----- | ---------------- | -- | ------ | ------ | ----- |
| 1     | États-Unis       | 3  | 0      | 0      | 3     |
| 2     | Union soviétique | 1  | 3      | 3      | 7     |
| 3     | Japon            | 0  | 1      | 1      | 2     |
| Total | Total            | 4  | 4      | 4      | 12    |

## Détails des compétitions
Pour la saison 1987/1988, les calculs des points se font selon la méthode suivante :
- chez les Messieurs et les Dames (0.6 point par place pour les figures imposées, 0.4 point par place pour le programme court, 1 point par place pour le programme libre)
- chez les couples artistiques (0.4 point par place pour le programme court, 1 point par place pour le programme libre)
- en danse sur glace (0.6 point par place pour les trois danses imposées, 0.4 point par place pour la danse originale, 1 point par place pour la danse libre)

### Messieurs
| Rang | Nom                    | Nation               | Points | Fig. impo. | Prog. court | Prog. libre |
| ---- | ---------------------- | -------------------- | ------ | ---------- | ----------- | ----------- |
| 1    | Todd Eldredge          | États-Unis           | 4.4    | 1          | 2           | 3           |
| 2    | Vyacheslav Zahorodnyuk | Union soviétique     | 6.4    | 5          | 6           | 1           |
| 3    | Yuriy Tsymbalyuk       | Union soviétique     | 7.0    | 3          | 3           | 4           |
| 4    | Shepherd Clark         | États-Unis           | 7.8    | 4          | 1           | 5           |
| 5    | Cameron Birky          | États-Unis           | 10.4   | 2          | 8           | 6           |
| 6    | Jung Sung-il           | Corée du Sud         | 13.2   | 16         | 4           | 2           |
| 7    | Philippe Candeloro     | France               | 14.4   | 6          | 7           | 8           |
| 8    | Michael Shmerkin       | Union soviétique     | 16.4   | 9          | 5           | 9           |
| 9    | Marcus Christensen     | Canada               | 18.4   | 8          | 9           | 10          |
| 10   | Masakazu Kagiyama      | Japon                | 20.8   | 15         | 12          | 7           |
| 11   | Peter Fuchs            | Allemagne de l'Ouest | 21.4   | 7          | 13          | 12          |
| 12   | Laurent Tobel          | France               | 23.2   | 13         | 11          | 11          |
| 13   | Bernard Munger         | Canada               | 24.0   | 10         | 10          | 14          |
| 14   | Alcuin Schulten        | Pays-Bas             | 25.2   | 11         | 14          | 13          |
| 15   | Sean Abram             | Australie            | 28.6   | 12         | 16          | 15          |
| 16   | Leigh Yip              | Royaume-Uni          | 33.2   | 14         | 17          | 18          |
| 17   | Wei Li                 | Chine                | 33.8   | 17         | 19          | 16          |
| 18   | Antonio Moffa          | Italie               | 33.8   | 18         | 15          | 17          |
| 19   | Riccardo Olavarrieta   | Mexique              | 37.6   | 19         | 18          | 19          |

### Dames
| Rang | Nom                  | Nation               | Points | Fig. impo. | Prog. court | Prog. libre |
| ---- | -------------------- | -------------------- | ------ | ---------- | ----------- | ----------- |
| 1    | Kristi Yamaguchi     | États-Unis           | 3.0    | 2          | 2           | 1           |
| 2    | Junko Yaginuma       | Japon                | 4.0    | 1          | 1           | 3           |
| 3    | Yukiko Kashihara     | Japon                | 6.2    | 5          | 3           | 2           |
| 4    | Sandra Garde         | France               | 10.2   | 7          | 5           | 4           |
| 5    | Judith Tartal        | Canada               | 11.2   | 6          | 4           | 6           |
| 6    | Elizabeth Wright     | États-Unis           | 11.8   | 4          | 6           | 7           |
| 7    | Margot Bion          | Canada               | 12.6   | 3          | 7           | 8           |
| 8    | Tatiana Klenina      | Union soviétique     | 12.8   | 8          | 10          | 4           |
| 9    | Evgenia Leonidova    | Union soviétique     | 18.6   | 10         | 9           | 9           |
| 10   | Susanne Mildenberger | Allemagne de l'Ouest | 21.6   | 14         | 8           | 10          |
| 11   | Patricia Wirth       | Allemagne de l'Ouest | 22.4   | 9          | 15          | 11          |
| 12   | Maria Fuglsang       | Danemark             | 23.6   | 12         | 11          | 12          |
| 13   | Bo Zhang             | Chine                | 25.8   | 11         | 13          | 14          |
| 14   | Surya Bonaly         | France               | 29.6   | 17         | 16          | 13          |
| 15   | Fiona Ritchie        | Royaume-Uni          | 29.8   | 15         | 12          | 16          |
| 16   | Natalie Crothers     | Australie            | 32.0   | 19         | 14          | 15          |
| 17   | Christine Czerni     | Autriche             | 33.8   | 16         | 18          | 17          |
| 18   | Daniella Roymans     | Pays-Bas             | 34.4   | 13         | 19          | 19          |
| 19   | Janine Bur           | Suisse               | 35.6   | 18         | 17          | 18          |
| 20   | Koh Sung-hee         | Corée du Sud         | 40.0   | 20         | 20          | 20          |
| 21   | Erika Beckly         | Mexique              | 42.0   | 21         | 21          | 21          |

### Couples
| Rang | Nom                                         | Nation           | Points | Prog. court | Prog. libre |
| ---- | ------------------------------------------- | ---------------- | ------ | ----------- | ----------- |
| 1    | Kristi Yamaguchi / Rudy Galindo             | États-Unis       | 2.2    | 3           | 1           |
| 2    | Evgenia Chernyshova / Dmitri Sukhanov       | Union soviétique | 2.4    | 1           | 2           |
| 3    | Yulia Liashenko / Andrei Bushkov            | Union soviétique | 3.8    | 2           | 3           |
| 4    | Irina Saifutdinova / Andrei Bardykin        | Union soviétique | 5.6    | 4           | 4           |
| 5    | Jennifer Heurlin / John Frederiksen         | États-Unis       | 7.0    | 5           | 5           |
| 6    | Ann-Marie Wells / Brian Wells               | États-Unis       | 8.8    | 7           | 6           |
| 7    | Marie-Josée Fortin / Jean-Michel Bombardier | Canada           | 9.4    | 6           | 7           |
| 8    | Narelle Rolfe / Stephen Roberts             | Australie        | 11.2   | 8           | 8           |

### Danse sur glace
| Rang | Nom                                        | Nation               | Points | Danses imposées | Danse originale | Danse libre |
| ---- | ------------------------------------------ | -------------------- | ------ | --------------- | --------------- | ----------- |
| 1    | Oksana Grichtchouk / Alexandr Chichkov     | Union soviétique     | 2.0    | 1               | 1               | 1           |
| 2    | Irina Antsiferova / Maxim Sevastianov      | Union soviétique     | 4.6    | 3               | 2               | 2           |
| 3    | Maria Orlova / Oleg Ovsiannikov            | Union soviétique     | 5.4    | 2               | 3               | 3           |
| 4    | Christelle Gautier / Alberick Dalongeville | France               | 8.6    | 5               | 4               | 4           |
| 5    | Allison MacLean / Konrad Schaub            | Canada               | 9.4    | 4               | 5               | 5           |
| 6    | Lynn Burton / Andrew Place                 | Royaume-Uni          | 12.0   | 6               | 6               | 6           |
| 7    | Meike Dehne / Frank Dehne                  | Allemagne de l'Ouest | 15.0   | 7               | 7               | 8           |
| 8    | Pascale Vrot / David Quinsac               | France               | 16.6   | 10              | 9               | 7           |
| 9    | Rachel Mayer / Peter Breen                 | États-Unis           | 18.0   | 8               | 8               | 10          |
| 10   | Jeannine Jones / Michael Shroge            | États-Unis           | 18.4   | 9               | 10              | 9           |
| 11   | Brigitte Richer / Michel Brunet            | Canada               | 22.0   | 11              | 11              | 11          |
| 12   | Jie Pan / Feng Han                         | Chine                | 25.0   | 13              | 13              | 12          |
| 13   | Antonella Chicco / Claudio Castagna        | Italie               | 25.0   | 12              | 12              | 13          |
| 14   | Sally Biggs / David Austin                 | Australie            | 28.0   | 14              | 14              | 14          |
| 15   | Jung Sung-min / Jung Sung-ho               | Corée du Sud         | 30.0   | 15              | 15              | 15          |